# Andilly (Górna Sabaudia)
Andilly – miejscowość i gmina we Francji, w regionie Owernia-Rodan-Alpy, w departamencie Górna Sabaudia.
Według danych na rok 1990 gminę zamieszkiwało 509 osób, a gęstość zaludnienia wynosiła 84 osoby/km² (wśród 2880 gmin regionu Rodan-Alpy Andilly plasuje się na 1138. miejscu pod względem liczby ludności, natomiast pod względem powierzchni na miejscu 1432.).